# Layla Rigazzi
Pour les articles homonymes, voir Rigazzi.
Layla Rigazzi, née le 27 mars 1942 à Mortara dans la région de la Lombardie, est une mannequin et actrice italienne, lauréate du concours Miss Italie en 1960.

## Biographie
Née d'une mère française et d'un père italien, elle vit durant son enfance en Italie et en Égypte. En 1960, elle est couronnée Miss Italie à Salsomaggiore Terme. Elle représente l'Italie au concours de Miss Monde en 1960 et travaille un temps comme mannequin avant de se retirer de la profession.
En 1965, sa sœur cadette, Alba Rigazzi, est à son tour couronnée Miss Italie dans la même ville, un cas curieux et unique dans l’histoire de la compétition : la première et unique fois où deux sœurs ont participé à une compétition et l’ont gagnée.

## Prix et distinctions
- Miss Italie 1960.